# 香港丸
香港丸は東洋汽船の貨客船。のち、大阪商船に売却。日露戦争では仮装巡洋艦となった。
以下、トン数表示のみの船舶は東洋汽船の船舶である。

## 船歴
東洋汽船がサンフランシスコ航路用にイギリスの造船所に発注した日本丸級貨客船3隻の3番船で、ジェームス・レーング造船所に発注された2隻のうちの片方が香港丸である。1898年（明治31年）7月4日に進水し、10月に竣工。1899年（明治32年）2月8日にサンフランシスコ航路に予定通り就航した。
日露戦争直前の1904年（明治37年）1月19日に徴用され、横須賀鎮守府籍の仮装巡洋艦として整備された。雇用代金は60万5385円。兵装は安式40口径15cm砲2門、安式40口径8cm砲4門、47mm重速射砲2門、小銃42、拳銃24であった。
2月6日、日露戦争開戦。開戦後、香港丸は姉の日本丸（6,168トン）とともに黄海で船舶の臨検任務に従事した。3月5日、2隻は津軽海峡の哨戒を命じられ、以後約1か月間同方面で活動する。5月、香港丸と日本丸は遼東半島への陸軍上陸に先立ち橋頭保確保のため上陸した海軍陸戦隊を運んだ。8月末からは2隻は宗谷海峡、千島方面などの哨戒を行った。
12月から香港丸と日本丸は南方へ派遣された。その目的はロシアの第2太平洋艦隊が使用する可能性のある港湾の偵察及び、2隻が活動することでロシア艦隊の行動を遅疑させることであった。2隻は12月13日に佐世保を出港し、シンガポールに到着後、ジャワ島沿岸を航行し、ボルネオ西岸などを経て1905年（明治38年）1月18日に佐世保に戻った。次いで2隻は再び北方で活動した。香港丸は6月末から樺太占領作戦に参加した。戦後の10月23日、横浜沖で実施された凱旋観艦式に参加。
1906年（明治39年）1月、香港丸はサンフランシスコ航路に復帰。1908年（明治41年）に天洋丸と地洋丸がサンフランシスコ航路に就航すると、香港丸は日本丸、亜米利加丸（6,070トン）と共に南米西岸航路に移された。この南米西岸航路には移民をブラジルへと運ぶ移民航路としての側面もあり、日本丸級貨客船の内装はサンフランシスコ航路時代のままで南米西岸航路での使用実績に適しておらず、改善が必要となった。そのため1910年（明治43年）にタンカー改装の貨客船紀洋丸（9,287トン）、武洋丸（5,238トン）を南米西岸航路に投入し、日本丸と亜米利加丸を置き換えたが、香港丸については引き続き南米西岸航路に充当された。
しかし改善の目的で投入した紀洋丸、武洋丸は両者ともタンカー改装で、香港丸も内装はサンフランシスコ航路時代のままであったため南米西岸航路としての内装に適してはいなかった。同航路に適した船を建造する必要を痛感した東洋汽船は1911年（明治44年）12月に9,300トン級の貨客船を三菱長崎造船所に発注。安洋丸（9,534トン）と命名された同船は1913年（大正2年）6月に就航。それに伴い香港丸は7月にサンフランシスコ航路に戻されたが、1914年（大正4年）6月23日に大阪商船へ売却された。大阪商船所有となった香港丸は神戸・基隆線に投入された。シベリア出兵の際、香港丸は徴用される。
1924年（大正13年）、香港丸は満洲航路（大阪・大連線）に投入される。
1934年（昭和9年）、香港丸は第一次船舶改善助成施設を適用して建造される彰化丸（大阪商船、4,467トン）の解体見合い船に指定され、1935年（昭和10年）3月26日に解体された。